# Валле, Эрнест
Эрнест Валле (фр. Ernest Vallé; 19 сентября 1845, Авиз, департамент Марна, Франция — 24 января 1920, Париж, Франция) — французский юрист и государственный деятель, министр юстиции Франции (1902—1905).

## Биография
Среднее образование получил в лицеях Эперне и Реймса. Затем он изучал право в Париже. Был секретарем Дезире Медерика Ле Блонда (1812—1886), который впоследствии занимал пост сенатора от департамента Марна, а затем — Эрнеста Крессона (1824—1902), который позднее являлся президентом ассоциации адвокатов Франции.
В 1867 г. присоединился к парижской коллегии адвокатов. Участвовал в республиканском молодежном движении против Второй империи. Во время Франко-прусской войны (1870–1871) служил в составе резервных жандармских подразделений (garde mobile), защищавших Париж. Участвовал во многих гражданских делах в качестве адвоката в Апелляционном суде, некоторые из которых широко обсуждались. Продолжал адвокатскую деятельность и после избрания на государственную должность. В 1886 г. он был избран генеральным советником кантона Авизе в департаменте Марна. 
На всеобщих выборах 1889 г. он был избран депутатом Национального собрания Франции от Эперне. Выступал докладчиком от комиссии по расследованию Панамского скандала (1892) и опубликовал доклад по этому вопросу. Переизбирался в парламент в 1893 и 1898 гг.
С июня по октябрь 1898 г. — заместитель министра внутренних дел Франции. 
С 1898 г. до конца жизни входил в состав французского Сената. 
В 1902—1905 гг. — министр юстиции в кабинете Эмиля Комба. На этом посту установил меры против конгрегаций и подготовил закон об отделении церкви и государства, который будет принят в конце 1905 г. 
В 1909—1910 г. являлся президентом Радикальной партии.

## Избранные труды
- «Отчет комиссии по расследованию, проливающие свет на обвинения, сделанные во время Панамского дела», 1893
- «Опасности пропорционального представительства: речи, произнесенные на банкете республиканского союза в понедельник 20 декабря 1909 г.» (Парламентская группа республиканской защиты против пропорционального представительства: Эмиль Комб, Эрнест Валле, Фернан-Жан-Батист Дубиев, Леон Буржуа), А. Галло, 1909
- Предисловие к монографии «О разделении прибыли: историческое, критическое и документальное исследование Андре Пейера», Книжный магазин политических и социальных наук, 1911